# Ensifera (podred)
Ensifera, podred kukaca u redu ravnokrilaca (Orthoptera) koji obuhvaća one zrikavce koji imaju ticala (antene) dulje od polovine tijela. Ovom podredu pripadaju poznate natporodice Tettigonoidea i Grylloidea, a i neke izumrle podredove i porodice. 
Poznata osobina ravnokrilaca je stridulacija, proizvodnja zvuka koja se upotrebljava u obrambene i teritorijalne svrhe, ali je najpoznatija kao njihov zov na parenje, a proizvode je mužjaci.
Slušni organi kod ensifrera nalze se na tibijama prednjih nogu, dok se za razliku kod Caelifera, nalaze na prvom abdominalnom segmentu. Svi pripadnici u redu ravnokrilaca, znači i kod ensifera i caelifera postoji aparat za grickanje, i većina njih su biljojedi, a tek rijetke vrste se hrane drugim kukcima. Stražnje noge su im dugačke što im omogućuje da se kreću u skokovima.

## Klasifikacija
- infrared Elcanidea †
- infrared Oedischiidea †
- Natporodica Gryllavoidea Gorochov, 1986 †
- Natporodica Grylloidea Laicharding, 1781
- Natporodica Hagloidea Handlirsch, 1906
- Natporodica Phasmomimoidea Sharov, 1968 †
- Natporodica Rhaphidophoroidea Thomas, C., 1872
- Natporodica Schizodactyloidea Karny, 1927
- Natporodica Stenopelmatoidea Burmeister, 1838
- Natporodica Tettigonioidea Krauss, 1902
- Porodica Raphoglidae Béthoux, Nel, Lapeyrie, Gand & Galtier, 2002 †
- Porodica Vitimiidae Sharov, 1968 †

Podredovi Ensifera i Caelifera zajedno čine red Orthoptera. U en. jeziku ensifera se nazivaju dugoticalni skakavci (long-horned grasshoppers) a Caelifera kratkoticalni skakavci (short-horned grasshoppers)